# Varagam
Varagam o Waragam fou un estat tributari protegit de cinquena classe de l'agència de Mahi Kantha a la presidència de Bombai. Estava format per 19 pobles el 1881 i 21 pobles el 1901, amb 3,.446 habitants el 1881 i 2.121 habitants el 1901 i una superfície de 73 km². Els seus ingressos s'estimaven en 5.841 rúpies el 1900, i no pagava cap tribut. El thakur era un rajput parmar descendent dels paramares de Chandravati. El sobirà era vers 1883 el thakur Rai Singhi, un rajput rehwar; no gaudia de sanad autoritzant l'adopció. L'estat era de cinquena classe al Kathiawar. L'estat fou fundat per Kumar Shri Keshavdasji Rajsinhji of Ranasan. Umed Singh va succeir a Kumar Shri Gulabsinhji Sursinhji de Ranasan que l'havia adoptat; al seu torn va adoptar a Kumar Shri Gulabsinhji Sursinhji de Ranasan que el va succeir com a Gulab Singh. El 1848 va pujar al tron Raj Singh. El darrer thakur fou Vakhat Singh que va pujar al tron el 29 d'agost de 1938.

## Bandera
Horitzontal en cinc franges horitzontals amb els colors (de dalt a baix): groc, blau, verd, blanc i vermell.